# Christopher Freeman
Christopher Freeman (11 de septiembre de 1921 – 16 de agosto de 2010) fue un economista británico, fundador y primer director de Unidad de Investigación de Políticas Científicas en la Universidad de Sussex, y uno de los más eminentes teóricos modernos de las ondas de Kondratiev y los del ciclo económico. Freeman contribuyó en gran medida a la reactivación de la tradición neo-schumpeteriana.

## Actividad académica
Freeman fue profesor emérito de Política de la Ciencia en la Universidad de Sussex, Inglaterra. Fue el fundador y el primer director, desde 1966 hasta 1982 de SPRU, la Unidad de Investigación de Política de la Ciencia de la Universidad de Sussex y RM Phillips Professor de Política de la Ciencia. Sus campos de especialización fueron el cambio técnico en la teoría económica, indicadores científicos y tecnológicos, la difusión de tecnologías genéricas y sus implicaciones futuras, el cambio estructural en la economía mundial, y los esfuerzos de "puesta al día" de países de Asia oriental y América Latina.
Además de su contribución intelectual en la economía de la innovación y los sistemas de innovación, Christopher Freeman era «un emprendedor académico". Entre las innovaciones para las que fue responsable estaba el Manual de Frascati, y el subsecuente flujo de trabajo, de los indicadores de ciencia y tecnología de la OCDE y alrededor del mundo. En segundo lugar, estableció, dio forma y por muchos años dirigió la Unidad de Investigación de Políticas Científicas, SPRU,  que durante la década de los 70 y 80 fue la institución líder en el campo. En tercer lugar, con sus colegas de SPRU y de Alemania, fundó y dirigió durante más de 30 años la revista Política de investigación (Research Policy), estableciéndola como la revista líder en el campo.
Introdujo el concepto de "Sistema Nacional de Innovación" junto con Lundvall.[cita requerida]
Fue el mentor de varias generaciones de economistas y científicos sociales que trabajaban sobre el cambio tecnológico, la innovación y la sociedad del conocimiento, entre ellos, Keith Pavitt, Luc Soete, Carlota Pérez, Mary Kaldor, B.-Å. Lundvall, Daniele Archibugi, Giovanni Dosi y Jan Fagerberg. Su legado intelectual se extendió a casi todos los continentes a través de los posgraduados de SPRU, algunos de los cuales han aplicado su pensamiento al papel de la innovación en el desarrollo de África, Asia, América Latina y el Caribe. Los programas que tienen su origen en su obra pueden rastrearse en las principales instituciones de política pública tales como el Centro Belfer para la Ciencia y Asuntos Internacionales en la Kennedy School de Harvard.

### Honores y premios
Freeman obtuvo varios doctorados honoris causa, incluidos los de las Universidades de Linköping, Suecia; Sussex, Middlesex, Birmingham y Brighton.
Además, recibió el Premio Bernal en 1987, el Premio Schumpeter 1988, el Prix Internacional du Futuroscope 1993, y la 2001 World Technology Award para las Políticas. En 2007 recibió la Medalla de Plata Kondratieff de la Fundación Internacional N. D. Kondratieff y la Academia Rusa de Ciencias Naturales (RAEN).
El edificio que alberga SPRU en Brighton se llama el Centro Freeman.

## Publicaciones
- Sistemas de Innovación: Ensayos Seleccionados en Economía Evolutiva, Editorial Edward Elgar Ltd, 2008.
- El Tiempo pasa: Desde la revolución industrial a la revolución de la información, (coautor con Francisco Louça), Oxford, Oxford University Press, 2001.
- La economía de la Innovación Industrial, tercera edición. (coautor con Luc Soete), Pinter, Londres, 1997.
- Trabajo para todos o Desempleo en masa?: Cambio tecnológico Informatizado en el siglo XXI, (coautor con Luc Soete), Pinter Pub. Ltd, 1994.
- La economía de la esperanza: Ensayos sobre el cambio técnico, el crecimiento económico y el medio ambiente, Pinter Pub. Ltd, 1992.
- Política de Tecnología y Desempeño Económico: Lecciones de Japón, Pinter Pub. Ltd, 1987.
- El desempleo y la innovación técnica: un estudio de largas olas y el Desarrollo Económico, (coautor con John Clark y Luc Soete), Greenwood Press, 1982.